# Aprostocetus zosimus
Aprostocetus zosimus är en stekelart som först beskrevs av Walker 1839.  Aprostocetus zosimus ingår i släktet Aprostocetus och familjen finglanssteklar. Arten är reproducerande i Sverige. Inga underarter finns listade.